# Meurtres du poulailler de Wineville
 (septembre 2020).
Si vous disposez d'ouvrages ou d'articles de référence ou si vous connaissez des sites web de qualité traitant du thème abordé ici, merci de compléter l'article en donnant les références utiles à sa vérifiabilité et en les liant à la section « Notes et références ».
Les meurtres du poulailler de Wineville (en anglais : Wineville Chicken Coop Murders) sont une série d'enlèvements et de meurtres de mineurs vivant à Los Angeles ou dans le comté de Riverside (en Californie, aux États-Unis). Ces crimes sont commis entre 1926 et 1928 dans le territoire de Wineville, qui sera ensuite rebaptisé Mira Loma.
Le principal responsable de ces actes est le tueur en série et pédophile Gordon Northcott. Dans son parcours criminel, celui-ci reçoit l'assistance de sa mère, Sarah Northcott, et de son jeune neveu Sanford Clark, qui est lui aussi victime de violences et d'agressions sexuelles de la part de son oncle.
L’affaire Christine Collins, du nom de la mère de Walter Collins, un des enfants présumé enlevé et mort à Wineville, atteint rapidement une notoriété nationale et déclenche un scandale avec la mise en évidence de la corruption des services de la police de Los Angeles (LAPD).
Le film L'Échange (titre original Changeling), réalisé par Clint Eastwood et sorti en 2008, s’inspire de ces faits.

## Déroulement
En 1926, Gordon Stewart Northcott, un Canadien immigré aux États-Unis, accueille dans son ranch, à Wineville, avec l'autorisation de sa famille, son neveu alors âgé de treize ans, Sanford Clark, qui vivait au Canada chez ses parents à Saskatoon. En Californie, Sanford Clark est battu et agressé sexuellement par son oncle.
En août 1928, Jessie Clark, la sœur aînée de Sanford, se souciant de son bien-être, lui rend visite à Wineville. Sanford lui dit alors craindre pour sa vie et raconte les meurtres à sa sœur. Celle-ci rentre chez elle et informe le consul américain au Canada des horreurs dont elle a eu connaissance. Le consul écrit au Los Angeles Police Department pour l'informer de la plainte, Sanford étant canadien, le LAPD prend contact avec le service d'immigration des États-Unis. C'est ainsi que, le 31 août 1928, les inspecteurs Shaw et Scallorn du service d'immigration visitent le ranch de Northcott et y trouvent le jeune Sanford, désormais âgé de quinze ans. Northcott, ainsi que sa mère, également en fuite, sont finalement retrouvés au Canada et Stewart Northcott est arrêté.
Les frères Lewis et Nelson Winslow (âgés respectivement de 12 et 10 ans) avaient été portés disparus à Pomona le 16 mai 1928.
Sanford Clark déclare que Northcott a enlevé, molesté, battu et tué trois jeunes enfants dans son poulailler avec l'aide de sa mère, Sarah Louise Northcott. Il dit que Northcott l'a forcé à l'aider dans ses meurtres et que les dépouilles ont été dispersées dans le désert. Il ajoute que Northcott a également tué un jeune Mexicain, qui n'a jamais été identifié, sans son assistance ni celle de Sarah Northcott. Gordon Northcott aurait ensuite forcé le jeune Sanford à l'aider à faire disparaître la tête du Mexicain inconnu, d'abord en la brûlant puis en la fracassant en plusieurs morceaux à l'aide d'un poteau de clôture. Northcott a, plus tard, déclaré avoir laissé le reste du corps décapité sur le bord de la route près de La Puente.
Le témoignage de Sanford Clark indique également l'endroit où les corps de Lewis et Nelson Winslow, et de Walter Collins ont été enterrés, précisant que de la chaux avait été employée pour faire disparaître les restes. Les autorités découvrent effectivement des tombes peu profondes aux endroits indiqués. La police n'y trouve aucun corps complet mais découvre des effets personnels des trois enfants portés disparus, une hache tachée de sang et des fragments de corps, notamment des os, des cheveux et des doigts. Ce sont les circonstances de cette découverte qui donnent son nom de « meurtres du poulailler de Wineville » à l'affaire.

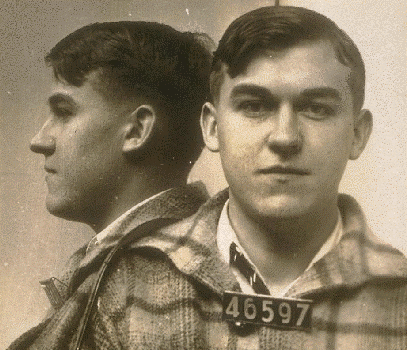
Photographie d'identité judiciaire de Gordon Stewart Northcott.
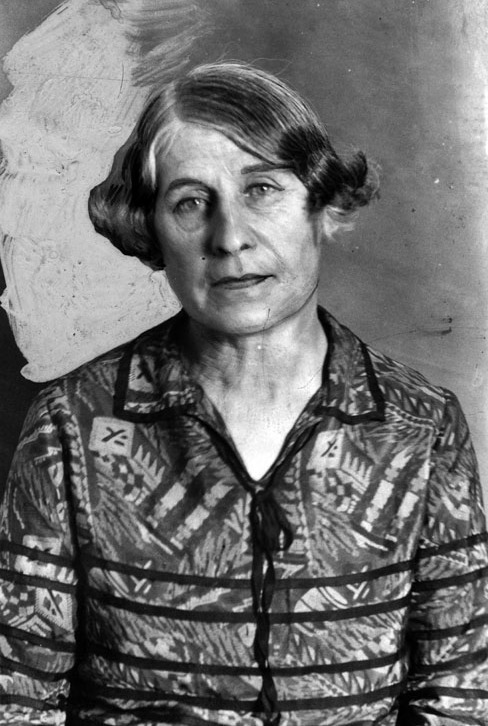
Sarah Louise Northcott.
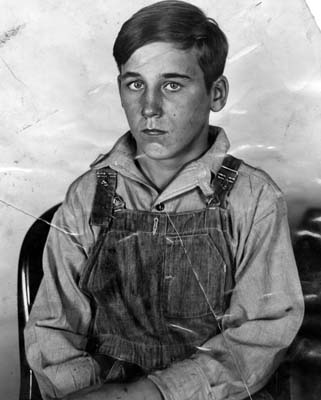
Sanford Wesley Clark.
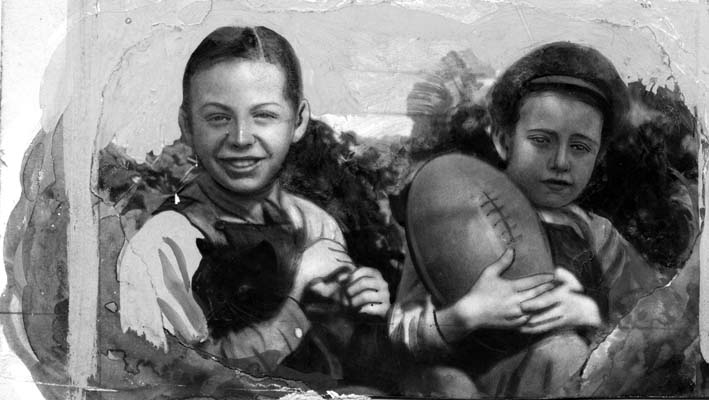
Deux des victimes : les frères Winslow.

## Condamnations
La police canadienne arrête Gordon Northcott Stewart et sa mère le 19 septembre 1928. En raison d'erreurs dans les documents d'extradition, ils ne sont rendus à la justice américaine que le 30 novembre suivant.
De retour en Californie, Sarah Louise Northcott plaide coupable d'avoir tué Walter Collins, comme elle l'avait déjà fait après son arrestation au Canada, avant de se rétracter. Elle est condamnée à la prison à vie le 31 décembre 1928, n'évitant la peine de mort qu'en raison de son sexe. Elle accomplit sa peine à la prison d'État de Tehachapi (Californie), puis est libérée sur parole douze ans plus tard. Elle meurt en 1944.
Il est possible que Gordon Northcott Stewart ait tué plus de vingt personnes ; lui-même, après son arrestation au Canada, aurait revendiqué plus de cinq victimes avant de se rétracter. La mère de Northcott ayant avoué l'homicide sur Collins et ayant déjà été condamnée pour cette raison, la justice choisit d'écarter l'assassinat de Walter Collins de l'accusation et de se concentrer sur les autres meurtres prouvés ou ayant fait l'objet d'un témoignage. Au début de l’année 1929, le procès de Gordon Northcott a lieu devant le juge George R. Freeman dans le comté de Riverside, en Californie. Gordon Northcott Stewart est accusé d'avoir enlevé, agressé, torturé et assassiné les frères Lewis et Nelson Winslow et un jeune Mexicain non identifié connu sous le nom de « Headless mexican » (le Mexicain sans tête).
Le 8 février 1929, Gordon Northcott Stewart est reconnu coupable des meurtres au terme d'un procès de 27 jours. Condamné à mort le 13 février suivant, il est pendu le 2 octobre 1930 à la prison d'État de San Quentin, à l'âge de 23 ans.

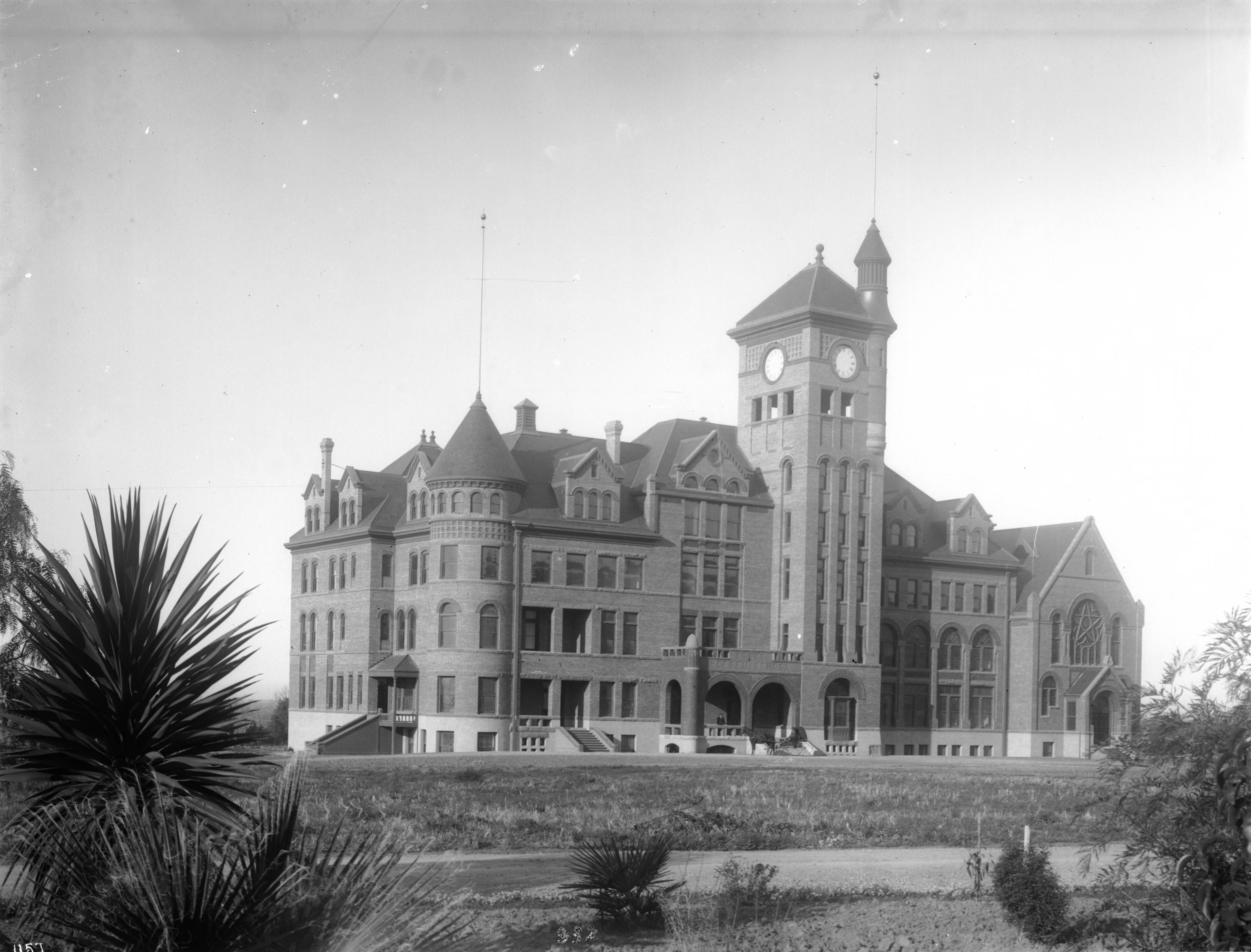
California State Reform School, Whittier.

Le jeune Sanford Wesley Clark est condamné à purger cinq années en maison de redressement à California State Reform School, à Whittier. Sa sentence est ramenée à 23 mois en raison de sa reconnaissance des faits, de sa bonne conduite, et de ses efforts de réhabilitation. Sanford Clark retourne ensuite à Saskatoon, en Saskatchewan, et arrive à reconstruire sa vie. Il est vétéran décoré de la Seconde guerre mondiale. Epoux dévoué, père aimant, citoyen actif, il meurt le 20 juin 1991 à l'âge de 78 ans. Son fils Jerry Clark publie ses souvenirs.

## Affaire Christine Collins
Christine Collins, née Christine Ida Dunne le 14 décembre 1888 à Los Angeles en Californie, est l'épouse de Walter J. Collins, un ancien détenu se faisant connaître sous le nom de Walter Joseph Anson. Ils ont un fils, Walter James Collins, né en septembre 1918.
Disparu le 10 mars 1928, Walter Collins, alors âgé de neuf ans, fait l'objet d'une enquête au niveau national. La famille pense d'abord à un enlèvement par des adversaires de M. Collins mais, sans indice, l'enquête piétine rapidement. La police a mauvaise presse, d'autant que le cas Walter Collins a passionné l'opinion publique et que les scandales liés à la corruption policière font la une des journaux. C'est alors qu'un jeune garçon prétend être Walter dans l'Illinois. Christine Collins prend contact avec lui et décide finalement de financer son voyage jusqu'en Californie.
Une réunion publique est organisée par la police pour les retrouvailles. Christine Collins s'aperçoit rapidement que le jeune garçon n'est pas Walter et elle le dit. On la fait taire, elle repart avec l'adolescent. Lorsqu'elle se rend à nouveau auprès de la police, quelques semaines plus tard, pour les mêmes raisons, elle est internée par ordre de l'inspecteur Jones en hôpital psychiatrique, son comportement étant jugé dangereux pour elle-même. Durant le séjour de Christine Collins en hôpital psychiatrique, l'enfant finit par révéler sa véritable identité : il s'appelle en réalité Arthur J. Hutchens, Jr. et souhaitait venir en Californie pour rencontrer ses stars de film préférées. Un homme lui ayant dit qu'il ressemblait à Walter, il a décidé de jouer son rôle pour arriver à ses fins. Christine Collins est libérée. Elle poursuit l’inspecteur Jones en justice immédiatement. Cette affaire de corruption crée un scandale retentissant, contraignant à la démission le capitaine J. J. Jones, ainsi que le chef du Los Angeles Police Department James E. Davis. Le maire de Los Angeles George Edward Cryer est également mis en cause.
Christine Collins continue ses recherches désespérément. Le procès de Gordon Northcott ne la convainc pas. En effet, le corps de Walter n'est pas retrouvé et seuls les témoignages de Sanford et Sarah Louise vont dans le sens de la mort de Walter. Christine Collins est confrontée à deux reprises à Gordon Northcott pour tenter de savoir s'il a tué son fils. Il est incapable de dire quoi que ce soit de sensé à chaque rencontre, même la veille de sa mort. Pour autant, les aveux de Sarah Louise Northcott corroborent les découvertes de restes humains faites par la police. En raison de l'absence d'aveu de Stewart Northcott, Christine Collins garde l'espoir que son fils soit vivant. Elle continue de le chercher toute sa vie, en vain. Elle meurt le 8 décembre 1964 à Los Angeles, à l’âge de 75 ans.

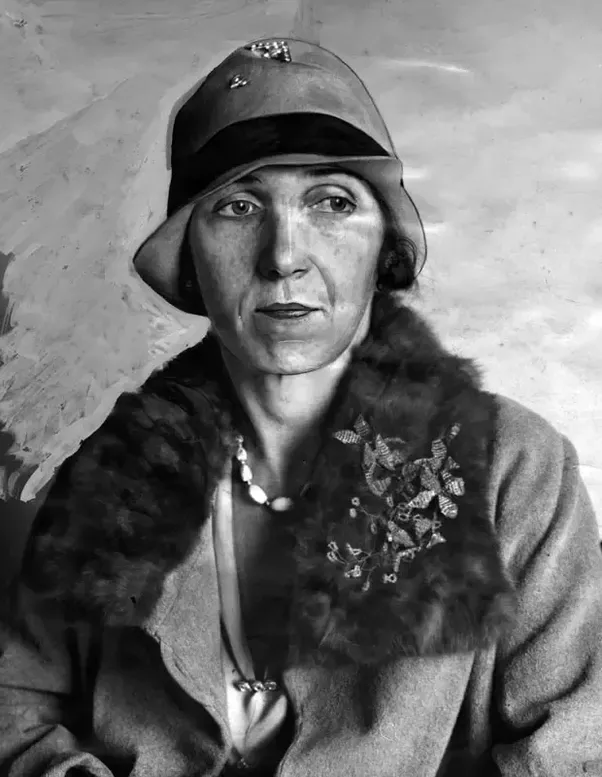
Christine Ida Collins.
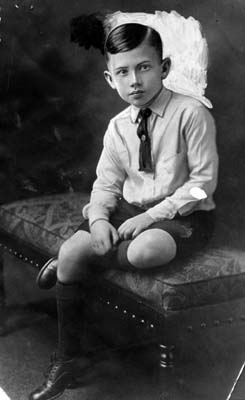
Walter James Collins.
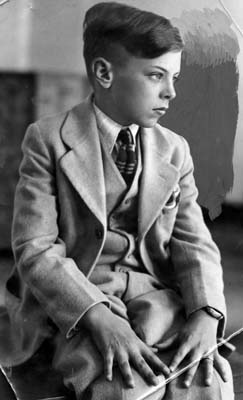
Arthur J. Hutchens, Jr., le « faux » Walter J. Collins.

## Postérité
La ville change de nom le 1er novembre 1930 à cause de la publicité négative de ces meurtres. Elle est renommée Mira Loma.

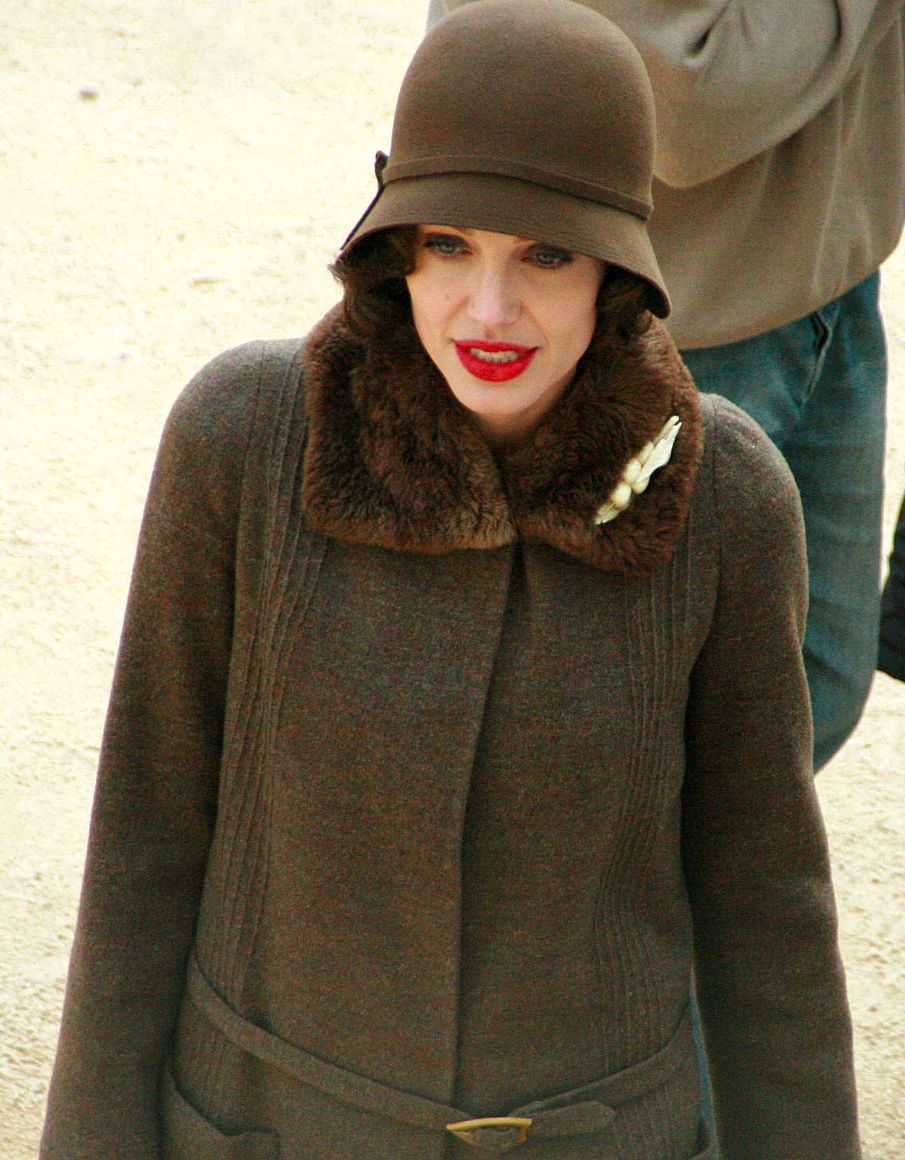
Angelina Jolie interprétant Christine Collins sur le tournage du film L’Échange.

Le film L'Échange (Changeling) de Clint Eastwood, sorti en 2008, relate partiellement ces événements. Le rôle de Christine Collins est interprété par l'actrice Angelina Jolie.
L'affaire est aussi adaptée le temps d'un flash-back dans l'épisode 4 de la saison 5 d'American Horror Story.